# Ryan Graves
Ryan Graves (* 21. května 1995) je profesionální kanadský hokejový obránce momentálně hrající v týmu Pittsburgh Penguins v severoamerické lize NHL. V roce 2013 byl draftován ve 4. kole jako 110. celkově klubem New York Rangers. Na MS 2022 ve Finsku získal s kanadskou reprezentací stříbrnou medaili.

## Statistiky

### Klubové statistiky
| Sezóna      | Klub                    | Soutěž      |     | Základní část | Základní část | Základní část | Základní část | Základní část |   | Play off | Play off | Play off | Play off | Play off |
| Sezóna      | Klub                    | Soutěž      | Z   | G             | A             | B             | TM            | Z             | G | A        | B        | TM       |          |          |
| 2011–12     | Charlottetown Islanders | QMJHL       | 62  | 2             | 7             | 9             | 34            | —             | — | —        | —        | —        |          |          |
| 2012–13     | Charlottetown Islanders | QMJHL       | 68  | 3             | 13            | 16            | 90            | 6             | 0 | 0        | 0        | 6        |          |          |
| 2013–14     | Charlottetown Islanders | QMJHL       | 39  | 3             | 9             | 12            | 52            | —             | — | —        | —        | —        |          |          |
| 2013–14     | Val-d'Or Foreurs        | QMJHL       | 26  | 2             | 8             | 10            | 16            | 24            | 1 | 7        | 8        | 24       |          |          |
| 2014–15     | Quebec Remparts         | QMJHL       | 50  | 15            | 24            | 39            | 49            | 21            | 5 | 6        | 11       | 25       |          |          |
| 2015–16     | Hartford Wolf Pack      | AHL         | 74  | 9             | 12            | 21            | 53            | —             | — | —        | —        | —        |          |          |
| 2016–17     | Hartford Wolf Pack      | AHL         | 76  | 8             | 22            | 30            | 69            | —             | — | —        | —        | —        |          |          |
| 2017–18     | Hartford Wolf Pack      | AHL         | 57  | 4             | 7             | 11            | 66            | —             | — | —        | —        | —        |          |          |
| 2017–18     | San Antonio Rampage     | AHL         | 21  | 1             | 5             | 6             | 7             | —             | — | —        | —        | —        |          |          |
| 2018–19     | Colorado Eagles         | AHL         | 32  | 2             | 7             | 9             | 26            | —             | — | —        | —        | —        |          |          |
| 2018–19     | Colorado Avalanche      | NHL         | 26  | 3             | 2             | 5             | 2             | —             | — | —        | —        | —        |          |          |
| 2019–20     | Colorado Avalanche      | NHL         | 69  | 9             | 17            | 26            | 45            | 15            | 1 | 2        | 3        | 6        |          |          |
| 2020–21     | Colorado Avalanche      | NHL         | 54  | 2             | 13            | 15            | 55            | 10            | 1 | 5        | 6        | 10       |          |          |
| 2021–22     | New Jersey Devils       | NHL         | 75  | 6             | 22            | 28            | 24            | —             | — | —        | —        | —        |          |          |
| 2022–23     | New Jersey Devils       | NHL         | 78  | 8             | 18            | 26            | 28            | 10            | 0 | 1        | 1        | 4        |          |          |
| 2023–24     | Pittsburgh Penguins     | NHL         | 70  | 3             | 11            | 14            | 10            | —             | — | —        | —        | —        |          |          |
| 2024–25     | Pittsburgh Penguins     | NHL         | 61  | 1             | 3             | 4             | 29            | —             | — | —        | —        | —        |          |          |
| NHL celkově | NHL celkově             | NHL celkově | 433 | 32            | 86            | 118           | 213           | 35            | 2 | 8        | 10       | 20       |          |          |

### Reprezentační statistiky
| Rok                           | Tým                           | Soutěž                        | Z  | G | A | B | TM |
| ----------------------------- | ----------------------------- | ----------------------------- | -- | - | - | - | -- |
| 2022                          | Kanada                        | MS                            | 10 | 2 | 5 | 7 | 0  |
| Seniorská reprezentace celkem | Seniorská reprezentace celkem | Seniorská reprezentace celkem | 10 | 2 | 5 | 7 | 0  |